# Wystawa Przemysłu Hotelowego, Restauracyjnego i Cukierniczego 1927 w Poznaniu
Wystawa Przemysłu Hotelowego, Restauracyjnego i Cukierniczego 1927 w Poznaniu – wystawa odbywająca się w okresie od 24 września do 9 października 1927 roku w Poznaniu, na terenie obecnych Międzynarodowych Targów Poznańskich. Była pierwszą zorganizowaną tego typu wystawą i miała m.in. za zadanie stworzenie odpowiednich struktur organizacyjnych przemysłu hotelowego i restauracyjnego w Polsce, a także zobrazowanie dotychczasowego rozwoju obu branż.

## Opis
Organizacją wystawy zajął się Miejski Urząd Targu Poznańskiego. Wystawę otworzył, reprezentujący rząd, naczelnik wydziału handlu wewnętrznego Ministerstwa Przemysłu i Handlu Alfred Siebeneichen. Podczas otwarcia obecni byli m.in.: wicewojewoda poznański Józef Nikodemowicz, wiceprezydent Poznania Mikołaj Kiedacz, dyrektor Targu Poznańskiego Mieczysław Krzyżankiewicz, prezydent Wielkopolskiej Izby Rolniczej Wiktor Szulczewski i prezes Izby Handlowo-Przemysłowej Stanisław Pernaczyński.
Ekspozycja prezentowana była w Pałacu Wystawowym, gdzie umieszczono wystawę przemysłu hotelowego i cukierniczego i w Hali Maszyn, gdzie ulokowano wystawców związanych z przemysłem restauracyjnym. Wystawie towarzyszyły codziennie, stałe konkursy gotowania i przyrządzania potraw.
W czasie trwania wystawy, 28 września 1927 roku zorganizowano ogólnopolski zjazd restauratorów, w którym wzięli udział także przedstawiciele władz i sejmu Rzeczypospolitej Polskiej oraz organizacji społecznych.
Rozpoczęcie zjazdu odbyło się w sali mieszczącej się na terenie Ogrodu Zoologicznego. Zjazd otworzył Roman Antoniewicz, prezes Polsko-Chrześcijańskiego Związku Towarzystw Restauratorów na Polskę zachodnią, zrzeszającego także właścicieli hoteli i kawiarń.